# جرانتوت
جرانتوت (به لاتین: Jerantut) یک منطقهٔ مسکونی در مالزی است که در پاهانگ واقع شده‌است.